# György László (közgazdász)
György László (Budapest, 1980. március 2. –) magyar közgazdász, szakpolitikus, docens. 2022 decemberétől a gazdaságstratégiai feladatokban való szakmai közreműködésért és a Tanítsunk Magyarországért program koordinációjának ellátásáért felelős kormánybiztos. A Neumann János Egyetem (NJE) docense és az Eötvös Loránd Tudományegyetem (ELTE) adjunktusa.

## Tanulmányai
Pomázon nőtt fel. A Békásmegyeri Veres Péter Gimnáziumban érettségizett. 
Mesterdiplomáit 2003-ban és 2004-ben szerezte a Budapesti Corvinus Egyetemen és Svájcban (CEMS-en, Universitaet St. Gallen), ezt követően 2008-ban MBA képesítését, 2013-ban pedig a PhD-fokozatát is a Budapesti Műszaki Egyetemen szerezte meg. Doktori disszertációjában (A társadalmi felzárkózás egyes gazdaságpolitikai aspektusai c.) a magyarországi társadalmi felzárkózást támogató gazdaságpolitikai intézkedéseket, valamint a szingapúri maláj kisebbség sikeres társadalmi felzárkózásának hazai alkalmazhatóságát vizsgálta.

## Szakmai pályafutása
2001-től 2011-ig testvére, György Ádám – Liszt Ferenc-díjas magyar zongoraművész – pályafutását segítette.

### Politikai pályafutása
Dr. György László 2022 decemberétől a gazdaságstratégiai feladatokban való szakmai közreműködésért és a Tanítsunk Magyarországért program koordinációjának ellátásáért felelős kormánybiztos.
2022 májusa és decembere között a Kulturális és Innovációs Minisztérium  innovációiért és felsőoktatásért felelős államtitkáraként tevékenykedett. Profiljához kapcsolódó szakterületek a következők voltak: innováció, vállalkozásfejlesztés, felsőoktatás, szakképzés és tudománypolitika. 
2018 és 2022 között az Innovációs és Technológiai Minisztérium gazdaságstratégiáért és
szabályozásért felelős államtitkára volt. Hozzá kötődik a 2020-ban kidolgozott koronavírus válság ellen alkalmazott Gazdaságvédelmi Akcióterv, amely 5 fő pilléren alapszik (munkahelymegőrzés, munkahelyteremtés, kiemelt ágazatok megerősítése, vállalkozások finanszírozása és a családok, nyugdíjasok védelme).
Államtitkársági tevékenységét megelőzően a Századvég-csoport vezető közgazdászaként, illetve a Pallasz Athéné Domus Mentis Közalapítvány igazgatójaként dolgozott.
2018-ban Hajnal Gabriellával – a Klebelsberg Központ elnökével  – és dr. Horváth Zitával  – az akkori felsőoktatásért felelős helyettes államtitkárral – közösen elindították a Tanítsunk Magyarországért programot, amelynek megvalósításában kormánybiztosként meghatározó szerepet vállal. Az általa meghatározott TM-ars poetica „jó érzés továbbadni mindazt, amit tudunk, és látni, hogy ennek mások is hasznát veszik”.  A program ezzel összhangban támogatja a kistelepülésen élő általános iskolásokat, hogy sikerrel végezzék el tanulmányaikat, továbbá a kölcsönös tanulásról, a közösségek megerősítéséről, és tágabban a magyar társadalom egészének jövőről való felelős gondoskodásáról szól. 2022-ben 1008 mentora, 4227 mentoráltja volt a programnak, amelyhez 110  általános iskola és 17 egyetem csatlakozott.
A  VALI személyre szabott vállalkozói információs portál megálmodója, ahol a hazai vállalkozások a világon elsőként, egy helyen, pár kattintással személyre szabott tájékoztatást kapnak a számukra elérhető kedvezményes hitelekről, pályázatokról, állami támogatásokról és képzésekről. A szolgáltatás ingyen elérhető minden vállalkozó számára Magyarországon. 2022 novemberében – egy évvel a portál indulása után –  több mint 10 300 felhasználó regisztrált.

### Oktatói pályafutása
György László oktatói-kutatói pályáját 2005-ben a Budapesti Műszaki és Gazdaságtudományi Egyetemen kezdte, ahol tanársegédként, majd adjunktusként dolgozott, gazdaságpolitikát, külgazdasági politikát és nemzetközi politikaelméletet oktatott.
Politikai pályafutása mellett jelenleg is végez oktatói tevékenységet. A Neumann János Egyetem (NJE) fizetés nélküli szabadságon lévő docense és az Eötvös Loránd Tudományegyetem (ELTE) adjunktusa. 
2019-től a Maecenas Universitatis Corvini Alapítvány kuratóriumának tagja. A tagságról 2023 januárjában lemondott.

### Tudományos publikációk, kutatások
2017-ben jelent meg első könyve – Egyensúlyteremtés – a gazdaságpolitika missziója címmel –, 2019-ben pedig kiadták az angol nyelvű bővített változatát (Creating Balance – the Mission of Economic Policy). A könyv közérthetően, nemzetközi összefüggésrendszerbe ágyazva mutatja be a 2010 utáni magyar gazdaságpolitika mérföldköveit, diagnózist ad a globális gazdaság helyzetéről, megvalósítható válaszokat kínál a kihívásokra, értelmezi a magyar gazdaságpolitika döntéseit, bemutatja a gazdaságpolitika előtt álló lehetőségeket, valamint kijelöli a gazdaságstratégia lehetséges irányait.
A könyv a patrióta és pragmatikus közgazdasági iskola szellemében íródott, amelynek gondolatiságát a Makronóm Intézet viszi tovább.
2024-ben jelent meg második könyve – A középosztály forradalma – Meritokratikus stratégia a 21. századra címmel. A könyv bemutatja hogyan lehet érdem alapú (merit-based) választ adni a Nyugati világ egyik legnagyobb és aktuális kihívására, a középosztályok elsorvadására és a társadalmak polarizálódására. 
György László szerint a középosztály forradalma egy csendes, szelíd forradalom, a normalitás forradalma a zűrzavaros világunkban. A könyv arra az összefüggésre is rávilágít, hogy a középosztály megerősítése  hogyan szolgálja a jóllét fenntartható növekedését, amely mérésére a Makronóm Intézet által kifejlesztett Harmonikus Növekedési Index (HNI) a legalkalmasabb mutató a világunkban.

## Szabadidős tevékenysége[forrás?]
Tinédzserként nemzetközi tájékozódási futóversenyeket nyert, és a korosztályos első osztályban futballozott.